# The Helpless
The Helpless – debiutancki album zespołu Grendel, wydany 9 października 2008 roku.

## Lista utworów
1. Signal - 3:45
2. Matter Of Time - 7:10
3. Towards The Light - 5:30
4. Faded Memories - 7:16
5. The Helpless - 7:26
6. Main - 4:35
7. Full Of Pride - 5:38
8. Illusions - 11:53

## Twórcy
- Sebastian Kowgier - wokal, gitary
- Wojciech Biliński - perkusja
- Urszula Świder - instrumenty klawiszowe
- Cezary Świder - gitara basowa